# Le Téméraire (S617)
Pour les autres navires du même nom, voir Téméraire (bateau).
Le Téméraire (S617) est un sous-marin nucléaire lanceur d'engins (SNLE) de la Marine nationale française de classe Le Triomphant. Il est parrainé depuis le 7 juillet 2004 par le conseil général de la Haute-Marne.

## Caractéristiques

### Navigation
Le Téméraire est équipé d'un Système global de navigation (SGN) créé par Safran pour les sous-marins de type SNLE lui permettant de calculer sa position exacte. 

### Un armement non conventionnel
La spécificité des SNLE est, au-delà de leur armement conventionnel composé de torpilles et de missiles Exocet, qu'ils disposaient de seize missiles M45 (remplacés par seize missiles M51 lors de leurs IPER Adaptation) contenant six têtes nucléaires d'une puissance équivalente à 150 kilotonnes (environ 10 fois la puissance de la bombe nucléaire d'Hiroshima). Ils peuvent ainsi, sur décision du Président de la République, qui seul détient les codes d'armement, déclencher le feu nucléaire sur n'importe quelle cible, avec une portée allant de 6 000 à 8 000 kilomètres. L'avantage des SNLE par rapport aux avions de chasse qui peuvent aussi lancer des bombes nucléaires est qu'ils accomplissent ce tir en plongée, en restant furtif et quasi-indétectable des ennemis. Le rôle du SNLE est uniquement celui de la dissuasion et les frappes nucléaires envisagées sont des frappes nucléaires de riposte si la France est attaquée.

## Carrière opérationnelle
En juillet 2018, le sous-marin sort de 19 mois d’immobilisation pour réparations et adaptation au missile balistique M-51. Le 12 juin 2020, il effectue un tir réussi en conditions opérationnelles d'un missile M-51.2 (dépourvu de charge) en baie d'Audierne. Le missile s'arrête dans l'océan Atlantique au large des Caraïbes. L'objectif était de valider le nouveau système de combat SYCOBS, mais également d'envoyer un « message diplomatique » au « monde entier » en faisant état de la capacité opérationnelle de la France à l'issue de la pandémie  de Covid-19.